# آکیو سانو
آکیو سانو (ژاپنی: 佐野 晃生؛ زادهٔ ۱۸ فوریهٔ ۱۹۷۴) یک بازیکن فوتبال اهل ژاپن است.
از باشگاه‌هایی که در آن بازی کرده‌است می‌توان به باشگاه فوتبال جف یونایتد چیبا اشاره کرد.